# Abolition de l'Église d'Angleterre
L'abolition ou désinstitutionnalisation de l'Église d'Angleterre  , aussi nommée par anglicisme désétablissement (Disestablishmentarianism en anglais), est un mouvement visant à mettre fin à la position officielle de l'Église anglicane au Royaume-Uni.
Au début du XIXe siècle, des radicaux tels que Jeremy Bentham ont lancé un mouvement pour abolir l'Église d'État en Angleterre.
Une organisation appelée «Liberationist» a été fondée par Edward Miall en 1844 pour discuter de la question de savoir si l'église d'État resterait 100 ans plus tard, mais ce mouvement a rapidement disparu.
La campagne en faveur du détachement a été relancée au XXe siècle à l'intérieur de l'Église anglicane, lorsque le Parlement a rejeté la révision de 1929 du Livre de la prière commune, ce qui a donné lieu à des appels à la séparation de l'Église et de l'État pour empêcher toute ingérence politique dans les questions de culte. À la fin du XXe siècle, la réforme de la Chambre des Lords a également remis en question la position des Lords Spiritual. Nick Clegg, ancien vice-Premier ministre du Royaume-Uni et leader des libéraux-démocrates, a déclaré en avril 2014 qu'il pensait que l'Église d'Angleterre et l'État britannique devaient être séparés "à long terme". Le Premier ministre David Cameron, répondant aux commentaires de Clegg, a déclaré que l'abolition de l'Église d'Angleterre est "une idée libérale à long terme, mais ce n'est pas une idée conservatrice" et qu'il pensait que le fait d'avoir une église officielle fonctionnait très bien.